# Дін (річка Канади)
Річка Дін — одна з головних річок хребта Кітімат у південному узбережжі гір Британської Колумбії. Вона починається біля озера Актаклін на плато Чілкотін і петляє на північ навколо хребта Рейнбоу,  де впадпє в канал Дін у нині незаселеній віддаленій громаді Кімсквіт. Це одна з небагатьох річок, які повністю пронизують стіну Берегових гір між гирлом Фрейзера (біля Ванкувера) і гирлом річки Скіна (біля Принс-Руперта).
Річка Дін відома як одне з найкращих місць промислу райдужної форелі у світі.[джерело?]

## Дивіться також
- Список річок Британської Колумбії